# Datasegment
Ett datasegment är den grundläggande dataenheten för överföring av data inom transportskiktet i OSI-modellen. Ett segment skapas av att dataströmmen från de övre lagren i TCP/IP-modellen delas upp i mindre delar som då kallas Segment (Transportlagrets sk. PDU - Protocol Data Unit).